# Gentianella anomala
Gentianella anomala là một loài thực vật có hoa trong họ Long đởm. Loài này được (C.Marquand) T.N.Ho mô tả khoa học đầu tiên năm 1982.